# Morecambe
Morecambe är en ort och civil parish i Storbritannien.   Den ligger i grevskapet Lancashire och riksdelen England, i den centrala delen av landet, 300 km nordväst om huvudstaden London. Morecambe ligger 10 meter över havet och antalet invånare är 51 644.
Terrängen runt Morecambe är platt. Havet är nära Morecambe åt nordväst.Runt Morecambe är det ganska tätbefolkat, med 214 invånare per kvadratkilometer. Morecambe är det största samhället i trakten.